# TS娛樂
TS娛樂（韓語：TS 엔터테인먼트）是韓國的一間經紀公司，於2008年成立，社長為金泰松（김태송），曾推出Secret、B.A.P等人氣團體。因經營不善，於2021年7月8日正式倒閉。

## 簡介
Untouchable：2008年推出的男子嘻哈雙人團體。
2019年9月，Sleepy向TS娛樂提告解約，指TS娛樂未有提供核算收入的資料和實體合約等。根據Sleepy公開的合約，從2008年到2015年他與公司的收入分成是藝人占1、公司占9，2016年續約後雖然調整為4.5:5.5，但公司的清算一直不透明。
Secret：2009年推出的女子音樂組合。
2018年，TS娛樂向全烋星與宋枝恩提告違約，曝光TS娛樂一直拖欠薪資，成員沒有拿到結算金額，TS娛樂沒有經過同意將合約轉給其他公司，官司纏訟2年。
B.A.P：2012年推出的男子音樂組合。
2014年，B.A.P以9:1的超不公平待遇的壓榨合約問題，主張合約無效展開法律訴訟，但最後決定留下，在合約時間內繼續活動。。
SONAMOO：2014年推出的女子音樂組合。
2019年5月，成員娜玹、受玟向TS娛樂發出要求宣佈合約不正確內容證明，但TS娛樂未履行其要求事項，二人已在8月透過法律代理人進行起訴。
TRCNG：2017年推出的男子音樂組合。
2019年，成員泰宣、祐葉提出解除專屬合約，指TS娛樂喪失經紀事務能力，理事朴尚鉉與兩名工作人員有長期虐待兒童、特殊暴力致傷等行徑。
2018年4月27日，社長金泰松身故，享年52歲。葬禮於首爾國立中央醫療院第207號靈堂進行，旗下藝人亦因此全面停工。
2021年7月8日，多年間一直經營不善，屢次與旗下藝人發生合約糾紛，終於正式倒閉。

## 过去旗下艺人

### 个人歌手
- 孫憲秀（朝鲜语：손헌수）
- 吳振碩
- New Champ

### 组合
- Untouchable
- Secret
- B.A.P
- SONAMOO
- TRCNG

### 演员
- 韓秀妍

## 外部連結
- TS娛樂官方網站
- TS娛樂naver cafe（页面存档备份，存于）
- YouTube上的TS娛樂頻道
- TS娛樂的X（前Twitter）
- TS娛樂官方粉絲管理的X（前Twitter）
- TS娛樂的Facebook專頁